# تک استپ
تک استپ (به انگلیسی: Techstep) زیرسبکی تاریک از درام اند بیس است که در اواخر دههٔ ۱۹۹۰ مورد پسند عوام بود.

## سبک
این سبک با حالت تاریک و آینده نگرانه و صدای «شن مانند» و فضای علمی–تخیلی، صداهای سینث سایزر و منابع صوتی نمونه‌برداری شدهٔ تقریباً منحصر به فرد، درام‌های شکستهٔ کوانتایز و فشرده شده، بیس‌های پر اعوجاج، موسیقی تأثیر گرفته از موسیقی اینداستریال و موسیقی تکنو و چیزی که برخی از نویسندگان با نام صدای «کلینیکی» توصیف کرده‌اند شناخته شده‌است.
گرچه تک ستپ به عنوان سبکی با حال و هوای تکنولوژیکی توصیف شده، ارتباط این سبک با موسیقی تکنو نباید خیلی اغراق شود. این سبک تکنیکهای ایجاد «کلاژ یا تکه‌چسبانی صوتی» پر انرژی از صداهای انتزاعی، نویزهای سینث شده، شامل: نمونه‌های صوتی، بلیپ‌ها و اسکوئلچ‌ها رو به کار می‌گیرد و به ندرت ادوات موسیقی ای که با افکت‌ها پردازش نشده‌اند را استفاده می‌کند. مشابهاً درام ماشین‌ها و سازهای ضربی «کوانتایز شده» به ضربهای طبیعی شکستهٔ انسانی ترجیح داده می‌شود. و نیز در مواردی به استانداردهای موسیقی درام اند بیس می‌پیوندد، مخصوصاً ساختار موسیقایی با تأکید بر «دراپ».